# دیکهولتسن
دیکهولتسن (به آلمانی: Diekholzen) یک شهر در آلمان است که در Hildesheim واقع شده‌است. دیکهولتسن ۷٬۳۷۸ نفر جمعیت دارد.